# Ribston Pippin
Ribston Pippin es una  variedad cultivar de manzano (Malus domestica).
Criado en Ribston Hall, Yorkshire, Inglaterra a partir de semillas traídas de Rouen, y plantado alrededor de 1707. Las frutas tienen una pulpa firme, de textura fina, moderadamente jugosa con un rico sabor aromático.

## Sinónimos
- "Beautiful Pippin",
- "Englische Granat Reinette",
- "Englische Granatreinette",
- "Englische Granatrenette",
- "Essex Pippin",
- "Flory of York",
- "Formosa",
- "Formosa Pepping",
- "Formosa Pippin",
- "Glory of York",
- "Granat-Reinette",
- "Jadrnac Ribstonsky",
- "Kaiser Reinette",
- "Lord Raglan",
- "Nonpareil d'Angleterre",
- "Pepin Ribston",
- "Pepina Ribstona",
- "Pomme Granatee",
- "Pomme Granite",
- "Poppina Ribston",
- "Reinette de Travers",
- "Reinette Grenade Anglaise",
- "Ribsten Renett",
- "Ribston Orange",
- "Ribston Pepin",
- "Ribston Pepping",
- "Ribstone Pippin",
- "Ribstonov Pepin",
- "Ribstonské",
- "Ribstonsky Jadernac",
- "Ridge",
- "Rockhill's Russet,
- "Traver's Pippin",
- "Traver's Reinette",
- "Travers Peppin",
- "Travers Pippin",
- "Travers Reinette",
- "Travers' Pippin",
- "Travers's Apple",
- "Travers's Reinette".[4]

## Historia
'Ribston Pippin' es una variedad de manzana, único sobreviviente de tres plántulas cultivadas en 1707 en "Ribston Hall" en Yorkshire de cinco semillas (dos de ellas resultaron ser 'Crab Apples') enviadas a Sir Henry Goodricke desde Rouen en Normandía (Francia). El primer listado en catálogos se realizó en 1769.
'Ribston Pippin' se cultiva en la National Fruit Collection con el número de accesión: 1973 - 142 y Accession name: Ribston Pippin.
'Ribston Pippin' es el parental-madre de la variedades cultivares de manzana:
- Sturmer Pippin
- Jennifer Wastie
- Cox's Pomona
- Cox's Orange Pippin
- Cox's Orange Pippin Red Sport (Potter)[4]

'Ribston Pippin' es el parental-padre de la variedades cultivares de manzana:
- Freiherr von Berlepsch
- King's Acre Pippin
- Laxton's Rearguard
- Reverend W. Wilks

'Ribston Pippin' recibió el "Award of Merit" de la Royal Horticultural Society en 1962.

## Características
'Ribston Pippin' tiene un tiempo de floración que comienza a partir del 3 de mayo con el 10% de floración, para el 8 de mayo tiene una floración completa (80%), y para el 16 de mayo tiene un 90% caída de pétalos.
'Ribston Pippin' tiene una talla de fruto es mediano; forma aplanada, con una altura de 55.50mm y una anchura de 66.50mm; con nervaduras medias; epidermis con color de fondo amarillo, con sobre color naranja en una cantidad media-alta, con sobre patrón de color rayado, "russeting" (pardeamiento áspero superficial que presentan algunas variedades) bajo; textura de la pulpa crujiente y color de la pulpa amarillento.
Su tiempo de recogida de cosecha se inicia a finales de septiembre, pero debe recogerse un poco antes porque tiende a dejar caer su fruto.
Contenido extremadamente alto de vitamina C.

## Usos
A menudo se usa para pasteles y otras delicias de manzana. Popular para uso en jugo y sidra fuerte.
Recomendado para el huerto familiar, irrelevante en el cultivo comercial de frutas en la actualidad.

## Ploidismo
Triploide. No produce polen fértil.

## Cultivo
Vigoroso, árbol vertical extendido. Da fruto en espuelas. Produce fruta susceptible de contrañada. Muy adecuado para crecer en espaldera. Cultiva bien anualmente. Le gustan los suelos secos. Son capaces de ser cultivadas en USDA Hardiness Zones 4 a 10.
La caída prematura de la fruta es probable durante las condiciones de sequía. Sensible a la Sarna del manzano y al cancro del manzano.